# 載岐
不入八分鎮國公載岐（？—1918年6月15日），爱新觉罗氏，二等辅国将军奕𩆩次子，奕繕嗣子。

## 生平
镇国公奕繕于同治五年（1866年）病逝。由于奕繕无子，乃以成亲王府二等辅国将军奕𩆩次子載岐过继为嗣，袭不入八分镇国公。民国七年（1918年）六月十五日，載岐逝世。有四子溥各、溥勝、溥耑、溥林。